# Yzosse
Yzosse é uma comuna francesa na região administrativa da Nova Aquitânia, no departamento Landes. Estende-se por uma área de 5,29 km². Em 2010 a comuna tinha 387 habitantes (densidade: 73,2 hab./km²).